# روز فريدمان
روز فريدمان (بالإنجليزية: Rose Friedman)‏ هي اقتصادية وكاتِبة أمريكية، ولدت في ديسمبر 1911 في Staryi Chortoryisk ‏ في أوكرانيا، وتوفيت في 18 أغسطس 2009 في دافيس في الولايات المتحدة.